# الگرنون فریمن‌میتفورد
الگرنون فریمن میتفورد (به انگلیسی: Algernon Freeman-Mitford, 1st Baron Redesdale)‏ (۲۴ فوریهٔ ۱۸۳۷ – ۱۷ اوت ۱۹۱۶) گیاه‌شناس، دیپلمات، و سیاست‌مدار اهل بریتانیا بود.